# Lough Foyle
Le Lough Foyle (en irlandais : Loch Feabhail) est le nom donné à l'estuaire de la Foyle en Irlande et qui constitue l'extrémité nord de la frontière entre l'Irlande et le Royaume-Uni. Il commence peu après que le fleuve a quitté Derry, et sépare la péninsule d’Inishowen dans le comté de Donegal en Irlande de l'Irlande du Nord (nation constitutive du Royaume-Uni).
D’après un dicton, quand on navigue sur le Lough Foyle, on se trouve au seul endroit au monde où le Nord est au sud et le Sud au nord. En effet, l'État d'Irlande, qui est appelée « le Sud » par les Nord-Irlandais, se trouve ici au nord de l'estuaire, tandis que « le Nord », qui désigne communément l'Irlande du Nord, se trouve au sud de celui-ci.

## Transports

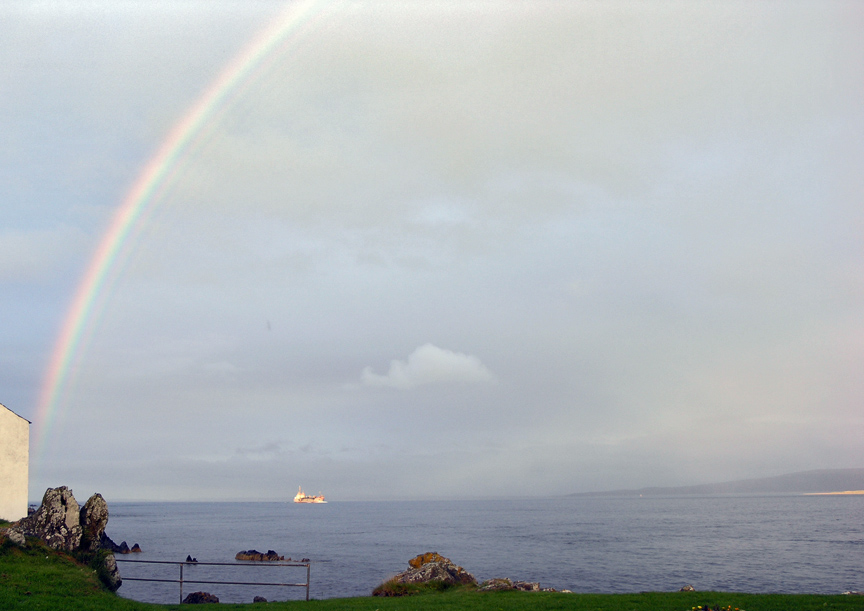
Le Lough Foyle vu de Greencastle.

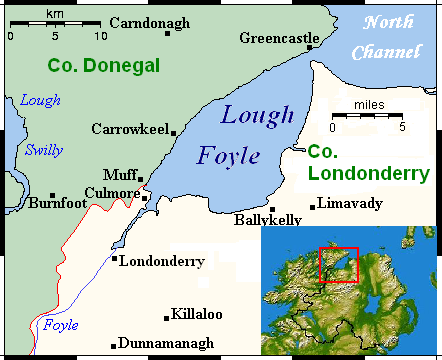
Carte de l'estuaire du Lough Foyle.

Pendant l’été un service de ferrys effectue des traversées du Lough Foyle entre les comtés de Donegal et de Londonderry.
Le Broharris Canal a été creusé dans les années 1820, vers Ballykelly et en direction de Limavady. Long de 3,2 km, il permettait le drainage, le transport de marchandises venant du port de Derry, ainsi que celui des coquillages et du kelp provenant des bancs de sable du rivage.
Le Strabane Canal a été construit en 1792, reliant le Lough Foyle à Leck et Strabane. Son exploitation cessa en 1962. La Strabane Lifford Development Commission a lancé un projet en 2006 pour restaurer une partie du canal ainsi que deux écluses.

### Chemins de fer
Les chemins de fer se composent d'une ligne allant vers la destination de Belfast via Coleraine. La grande ligne est pittoresque avec la mer et la montagne de la côte de Lough Foyle et de l'océan Atlantique vers Londonderry et Coleraine. À partir de la gare de Castlerock, on peut visiter le site historique du temple de Mussenden. Le paysage est pittoresque avec à la fois la mer, les falaises, la plage et le réseau ferroviaire.

## Flore et faune
Une étude menée de mars 1937 à juin 1939 par H. Blackler a cartographié la distribution de plusieurs espèces d’algues du lough. Une liste exhaustive montrait la présence de cyanobactéries, de Chlorophycées, d’algues brunes, d’algues rouges, de lichens et de deux espèces de zostères. La liste des algues de Lough Foyle fait également partie de l’étude de Morton en 2003.
Le Lough Foyle abrite une réserve ornithologique, sous l’égide de la Royal Society for the Protection of Birds (Société royale pour la protection des oiseaux).

## Site Ramsar
Le site Ramsar du Lough Foyle (régi par la Convention sur les zones humides d’importance internationale, dite convention de Ramsar), d’une superficie de 2 204,36 hectares, a été reconnu comme site Ramsar le 2 février 1999. Il se compose de loughs marins peu profonds et inclut les estuaires des fleuves Foyle, Faughan et Roe. Il comprend de vastes zones intertidales constituées de vasières et de bancs de sable, de marais salants et de fossés d’eau saumâtre.
La qualification Ramsar répond au critère 1 de la convention : « une zone humide contenant un exemple représentatif rare ou unique de type de zone humide naturelle ou quasi naturelle de la région biogéographique concernée ».
Elle satisfait également au critère 2, car « elle abrite des espèces vulnérables, menacées d’extinction ou gravement menacées  d’extinction ». Plusieurs espèces de poissons, enregistrés sur l’Irish Red Data Book, sont présentes dans l’estuaire de la Foyne et dans la partie en aval de certains de ses affluents. Cela comprend la grande alose, l’alose feinte, l’éperlan et la lamproie marine. D’importantes populations de saumons de l’Atlantique migrent par ce système hydrographique pour rejoindre leurs frayères.
Le site est également qualifié par le Critère 3 : « elle abrite des populations d’espèces animales et/ou végétales importantes pour le maintien de la diversité biologique d’une région biogéographique particulière ». Offrant un habitat pour les oiseaux aquatiques, plusieurs espèces d’Anseriformes, comme le cygne chanteur, la Bernache cravant ou la barge rousse, viennent y passer la saison hivernale.